# 曼诺学院

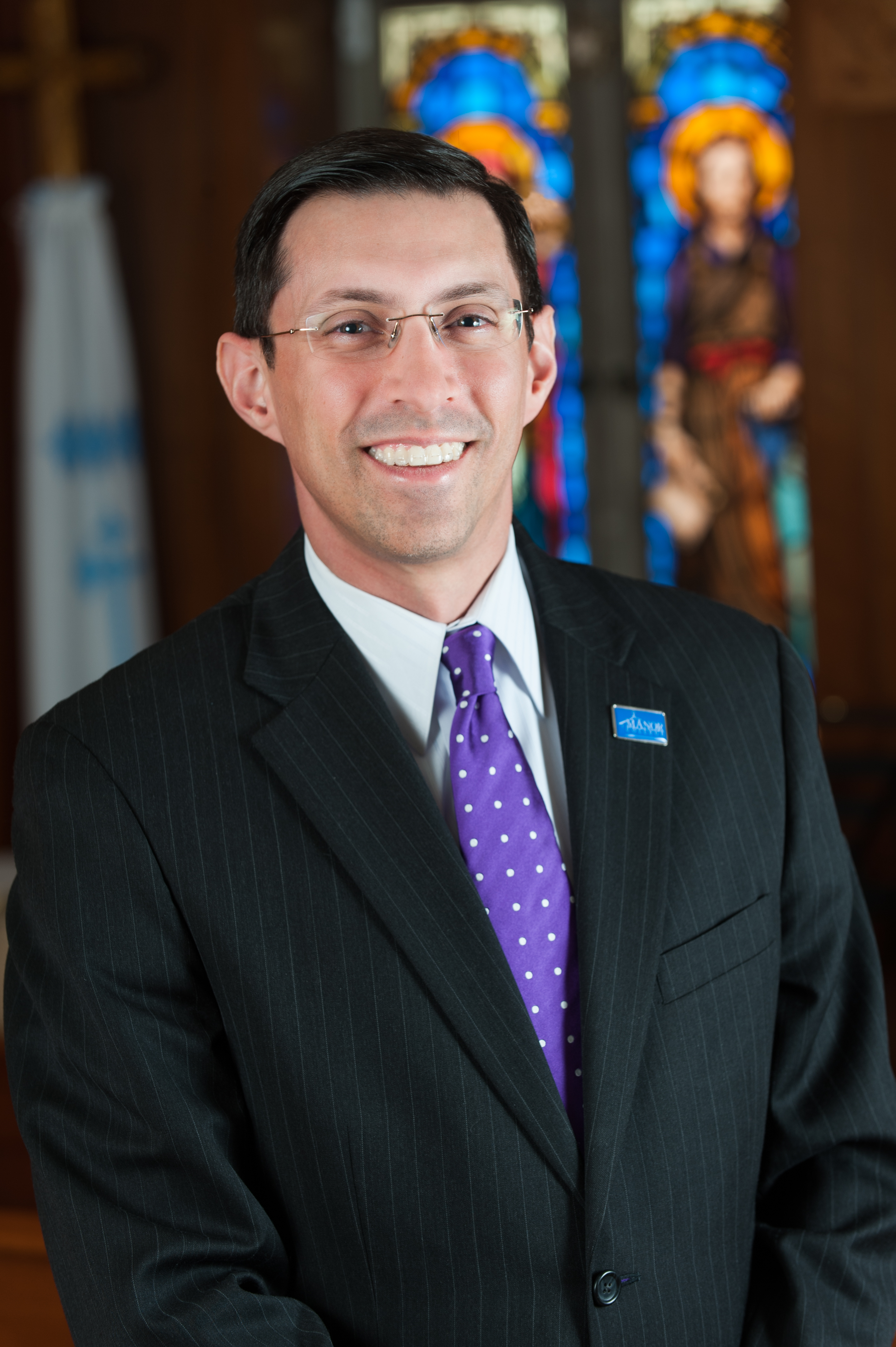
校長乔纳森·佩里（Jonathan Peri）

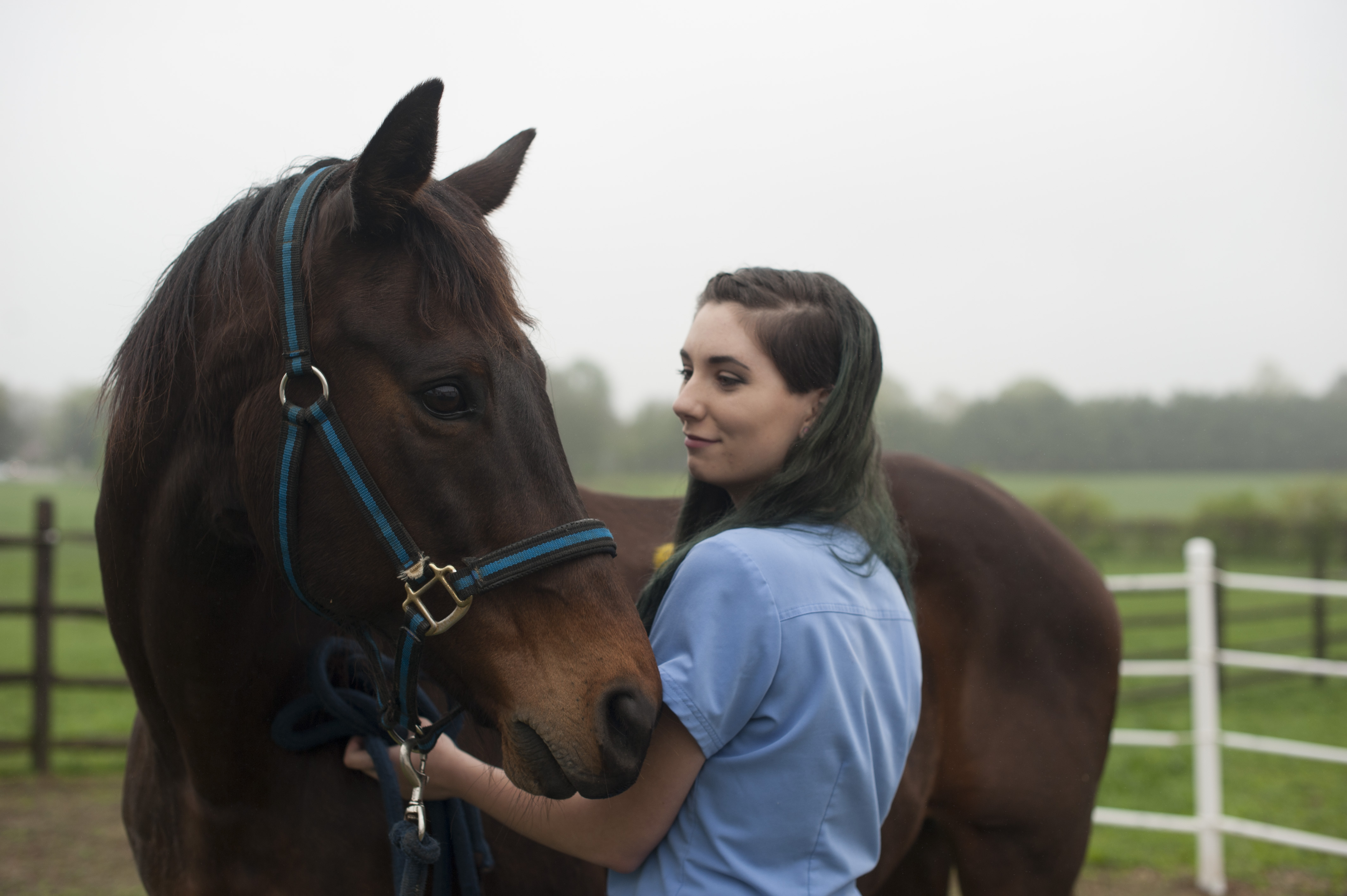
獸醫學院的學生與動物在一起

曼诺学院（英语：Manor College）是一所美国天主教会私立大学，位于宾夕法尼亚州詹金敦市。2022年5月13日，该校授予乌克兰总统泽连斯基人文学名誉博士学位。

## 體育運動
曼諾学院的學院閒体育项目提供各种非竞争性项目教育，其中包括篮球、足球、棒球和排球，諸球队被称为“冠藍鴉队”。

## 名人
- 艾梅莉亚·普罗科皮克（英语：艾梅莉亚·普罗科皮克）（1920-2015），原曼諾學院教務長；烏克蘭天主教會（英语：Catholic Church in Ukraine）修女，曾於1971年至1983年閒擔任偉人聖巴西流騎士團（英语：Order of Saint Basil the Great）修會長。